# 港湾管理者
港湾管理者とは、港湾の秩序ある整備と適正な運営を図ることを目的とし、港湾の開発、利用および保全に関する業務を行う地方公共団体などである。

## 港湾管理者の設立母体
港湾管理者の設立母体は、港務局又は地方公共団体である。港務局を設立しない港湾については、単独で港湾管理者となり、又は港湾管理者として地方自治法第284条第2項（一部事務組合）若しくは第3項（広域連合）の地方公共団体を設立することができるとされている。

## 港湾管理者の設立形態
港湾管理者の設立形態は、港湾法では、都道府県、市町村、一部事務組合、広域連合、港務局となる。

## 港湾管理者の業務
港湾管理者は、港湾の開発、利用及び保全に関する次の業務などを行う。
- 港湾計画を作成すること
- 港湾区域及び港湾施設を良好な状態に維持すること
- 港湾の開発、利用及び保全並びに港湾に隣接する地域の保全のため必要な港湾施設の建設及び改良に関する港湾工事をすること
- 港湾区域内又は臨港地区内における水面の埋立て、盛土、整地等による土地の造成又は整備を行うこと
- 委託により、国又は地方公共団体の所有に属する港湾施設であって一般公衆の利用に供するものを管理すること
- 水域施設の使用に関し必要な規制を行うこと
- 一般公衆の利用に供する係留施設のうち一般公衆の利便を増進するため必要なものを自ら運営し、及びこれを利用する船舶に対し係留場所の指定その他使用に関し必要な規制を行うこと
- 港湾区域内における入港船又は出港船から入港届又は出港届を受理すること
- 消火、救難及び警備に必要な設備を設け、並びに港湾区域内に流出した油の防除に必要なオイルフェンス、薬剤その他の資材を備えること
- 港湾の開発、利用及び保全のため必要な調査研究及び統計資料の作成を行い、並びに当該港湾の利用を宣伝すること
- 船舶に対する給水、離着岸の補助、船舶の廃油の処理その他船舶に対する役務が、他の者によつて適当かつ十分に提供されない場合において、これらの役務を提供すること
- 港湾施設で、一般公衆の利用に供することを要せず、又は自ら運営することを適当としないものを貸し付けること
- 上屋、荷役機械等の港湾施設を使用して港湾運営に必要な役務を提供する者に対し、貨物の移動を円滑に行い又は港湾施設の有効な利用を図るため当該施設の使用を規制すること
- 港湾運営に必要な役務の提供を斡旋すること
- 港湾区域及び臨港地区内における貨物の積卸し、保管、荷さばき及び運送の改善について斡旋すること
- 廃棄物埋立護岸、海洋性廃棄物処理施設、廃油処理施設及び排出ガス処理施設を管理運営すること
- 船舶乗組員又は港湾における労働者の休泊所等これらの者の福利厚生を増進するための施設を設置し、又は管理すること
- 港湾の利用に必要な役務及び施設に関する所定の料金を示す最新の料率表を作成し、及び公表すること

## 港湾管理者の数
港湾管理者の数は2021年（令和3年）4月1日現在において次の表のとおりである。
| 区分         | 総数 | 港湾管理者法人 | 港湾管理者法人 | 港湾管理者法人 | 港湾管理者法人 |
| 区分         | 総数 | 都道府県       | 市町村         | 港務局         | 一部事務組合   |
| ------------ | ---- | -------------- | -------------- | -------------- | -------------- |
| 国際戦略港湾 | 5    | 1              | 4              | 0              | 0              |
| 国際拠点港湾 | 18   | 11             | 4              | 0              | 3              |
| 重要港湾     | 45   | 25             | 16             | 1              | 3              |
| 地方港湾     | 98   | 2              | 96             | 0              | 0              |
| 計           | 166  | 39             | 120            | 1              | 6              |